# Vencidos da Vida

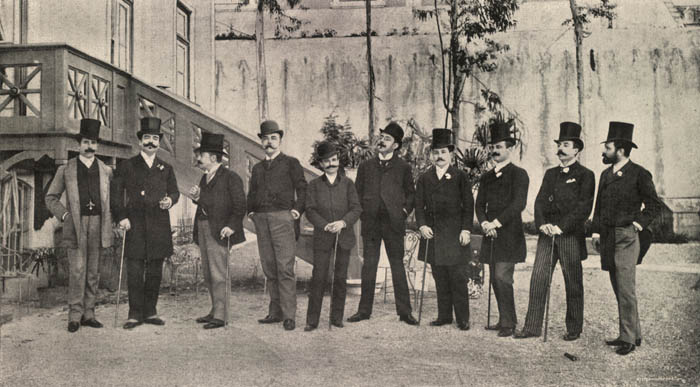
Os Vencidos da Vida (fotografia de P. Marinho, in Brasil-Portugal, a. II, 1900): António Maria Vasco de Melo Silva César e Meneses, Luís Maria Augusto Pinto de Soveral, Carlos Félix de Lima Mayer, Francisco Manuel de Melo Breyner, Abílio Manuel Guerra Junqueiro, José Duarte Ramalho Ortigão, Carlos de Orta Lobo de Ávila, Bernardo Pinheiro Correia de Melo, José Maria de Eça de Queirós e Joaquim Pedro de Oliveira Martins (faltando António Cândido Ribeiro da Costa)

Vencidos da Vida é o nome por que ficou conhecido um grupo informal formado por personalidades intelectuais de maior relevo da vida cultural portuguesa das últimas três décadas do século XIX, com fortes ligações à chamada Geração de 70. O nome do grupo, ao que parece, foi adoptado por sugestão de Joaquim Pedro de Oliveira Martins e decorre claramente da renúncia dos seus membros às aspirações da juventude.
O grupo reunia-se para jantares e convívios semanais no Café Tavares, no Hotel Bragança ou nas casas dos seus membros, tendo-se mantido activo entre 1887 e 1894.
Os Vencidos da Vida foram  definidos pelo escritor Eça de Queiroz — um dos seus membros tardios — como um grupo jantante. O grupo assumia o carácter de uma sociedade exclusivista, congregando vultos da literatura, da política e frequentadores das rodas mundanas e aristocráticas. 
Entre Vencidos estavam alguns dos intelectuais e políticos que tinham gizado a tentativa de transformação do país subjacente à fase tardia da Regeneração. Em face do percebido insucesso desse processo modernizador, canalizaram seu desencanto e a frustração  dos seus ideais revolucionários da juventude para um diletantismo elegante e irónico. Surge assim a idealização vaga de uma aristocracia iluminada como contraponto do socialismo utópico que alguns deles haviam defendido anteriormente.
O grupo incluía, entre outros, José Duarte Ramalho Ortigão, Joaquim Pedro de Oliveira Martins, António Cândido Ribeiro da Costa, Abílio Manuel Guerra Junqueiro, Luís Maria Augusto Pinto de Soveral, 1.º Marquês de Soveral, Francisco Manuel de Melo Breyner, 3.° Conde de Ficalho, Carlos Félix de Lima Mayer, Carlos de Orta Lobo de Ávila, Bernardo Pinheiro Correia de Melo, 1.º Conde de Arnoso, e António Maria Vasco de Melo Silva César e Meneses, 9.º Conde de Sabugosa. José Maria de Eça de Queirós integrou o grupo a partir de 1889.
Apesar de se dizerem "vencidos", a actividade do grupo acabou por fazer renascer e crescer entre os seus membros uma nova esperança, pois se tornaram influentes junto do príncipe herdeiro e, após a morte de D. Luís I, em 1889, passaram a influenciar o novo rei, D. Carlos I. Nesse contexto, Eça de Queiroz escreveu na Revista de Portugal logo que o príncipe subiu ao trono: O Rei surge como a única força que no País ainda vive e opera.
Chegaram a julgar que se abriria um novo ciclo político,  acreditando que, por intermédio de um acrescido papel do rei e de uma nova política externa liberta da velha aliança com a Inglaterra, seria possível debelar a crise provocada pelo regime oligárquico da Carta. Contudo, o assassínio de D. Carlos e do príncipe D. Luís Filipe  acabou por deitar por terra as suas últimas esperanças.
A publicidade feita em torno das actividades do grupo pelo jornal O Tempo, editado por Carlos Lobo de Ávila, levou a que a denominação suscitasse a troça de muita da intelectualidade lisboeta, resultado do misto de desdém e de inveja que sempre têm caracterizado o relacionamento entre os membros da intelectualidade portuguesa. Esse clima de ressentimento e troça em certos sectores da vida lisboeta, conduziu a que os seus membros fossem criticados e satirizados. Sobre o tema, o dramaturgo Abel Botelho escreveu em 1892 a peça intitulada Os Vencidos da Vida, que acabou por ser proibida pela polícia, dada a violência da sátira e dos ataques pessoais nela contidos.